# Psychotria granvillei
Psychotria granvillei är en måreväxtart som beskrevs av Julian Alfred Steyermark. Psychotria granvillei ingår i släktet Psychotria och familjen måreväxter. Inga underarter finns listade i Catalogue of Life.